# Michele Fini
Michele Fini (Sorso, Italia, 14 de junio de 1974) es un exfutbolista y actual ayudante técnico italiano. Jugaba como mediocentro e interior derecho.
Actualmente se encuentra en el Barcelona SC de la Serie A de Ecuador; forma parte del cuerpo técnico del entrenador Diego López.

## Estadísticas

### Como jugador
| Club             | País   | Año       | Part. | Goles | Asist. | Prom. G y A |
| ---------------- | ------ | --------- | ----- | ----- | ------ | ----------- |
| Sorso            | Italia | 1992-1993 | 23    | 2     | 1      | 0,13        |
| Sassari Torres   | Italia | 1993-1995 | 31    | 5     | 2      | 0,22        |
| Ancona           | Italia | 1995-1997 | 52    | 2     | 3      | 0,09        |
| Salernitana      | Italia | 1997-1998 | 10    | 0     | 0      | 0,00        |
| Cosenza (cedido) | Italia | 1999      | 6     | 0     | 0      | 0,00        |
| Salernitana      | Italia | 1999      | 0     | 0     | 0      | 0,00        |
| Fermana          | Italia | 2000      | 3     | 0     | 0      | 0,00        |
| Avellino         | Italia | 2000-2001 | 28    | 2     | 4      | 0,21        |
| Catania          | Italia | 2001-2004 | 105   | 9     | 3      | 0,11        |
| Ascoli           | Italia | 2004-2007 | 115   | 7     | 3      | 0,08        |
| Cagliari         | Italia | 2007-2009 | 69    | 6     | 17     | 0,33        |
| Siena            | Italia | 2009-2011 | 18    | 1     | 2      | 0,16        |
| Porto Torres     | Italia | 2011-2014 | 23    | 0     | 1      | 0,04        |
| Total            |        | 1992-2014 | 483   | 34    | 36     | 0,14        |

### Como ayudante
| Club                 | País    | Año           | Partidos | Ganados | Empatados | Perdidos | G. a favor | G. en contra | Dif. de gol | Efectividad |
| -------------------- | ------- | ------------- | -------- | ------- | --------- | -------- | ---------- | ------------ | ----------- | ----------- |
| Bologna              | Italia  | 2014-2015     | 40       | 16      | 15        | 9        | 47         | 35           | +12         | 52 %        |
| Palermo              | Italia  | 2017          | 10       | 1       | 2         | 7        | 8          | 26           | -18         | 16 %        |
| Cagliari             | Italia  | 2017-2018     | 31       | 9       | 6         | 16       | 28         | 49           | -21         | 35 %        |
| Peñarol              | Uruguay | 2018-2019     | 18       | 11      | 3         | 4        | 29         | 18           | +11         | 66 %        |
| Universidad de Chile | Chile   | 2022-presente | 0        | 0       | 0         | 0        | 0          | 0            | 0           | 0           |
| Total                |         | 2014-presente | 99       | 37      | 26        | 36       | 112        | 128          | -16         | 46 %        |

## Logros

### Como jugador

#### Colectivos
- Campeón de la Serie B 1998 con Salernitana
- Subcampeón de la Serie C 2002 con Catania
- Ascenso de la Serie B 2005 con Ascoli

#### Individuales
- Máximo asistente de la Serie A 2009[3]

### Como ayudante
- Ascenso de la Serie B 2014 con Bologna
- Campeón del Clausura 2018 con Peñarol
- Campeón del Uruguayo 2018 con Peñarol